# Frits Purperhart
Frits Purperhart (Paramaribo, 25 december 1944 – Nederland, 29 september 2016) was een Surinaams voetballer, coach, lid van de raad van bestuur van het Olympisch Comité Suriname en bestuurslid van de omroep Telesur. Hij speelde voor onder meer SV Leo Victor en het Surinaams voetbalelftal; deze teams heeft hij ook gecoacht. Hij was twee jaar topscorer en twee keer Surinaams Voetballer van het Jaar.

## Carrière
Purperhart begon met voetballen op het Mr. Bronsplein in Paramaribo waar hij door VV Ajax werd ontdekt. Zijn vader haalde hem over om over te stappen naar NAKS, waar die destijds coachte. Na twee seizoenen stapte Purperhart over naar SV Leo Victor. Hij hielp de club om de tweede landstitel veilig te stellen.
In 1966 en in 1967 werd hij uitgeroepen tot Surinaams Voetballer van het Jaar. In 1970 en 1972 was  hij  topscorer van de competitie.

### Internationale carrière
Purperhart maakte zijn debuut voor het Surinaamse nationale team op 10 juni 1966 tijdens de Coupe Duvalier in het Sylvio Catorstadion in Port-au-Prince, Haïti. Hier verloor het team tegen Trinidad en Tobago met 3-2.
Op 13 juni 1969 scoorde hij zijn eerste twee doelpunten voor het nationale team in een vriendschappelijke wedstrijd tegen Denemarken, wat uitliep op een 2-1 overwinning in het André Kamperveenstadion.
Hij speelde tijdens de kwalificatiewedstrijden van het WK 1970 en WK 1978 en hielp zijn team ook om het kampioenschap van 1978 van de Caraïbische Voetbalunie (CFU) te winnen.

### Coach
In 1978 had Purperhart de rol van speler-coach bij SV Leo Victor en vervolgens legde hij zich volledig toe op het coaching.
In 1996 werd hij aangesteld als bondscoach van het Surinaamse nationale team in de kwalificatiewedstrijden van de WK 1998. Zijn ploeg werd in de tweede kwalificatieronde met 1-0 uitgeschakeld door Jamaica. Hij slaagde er ook in om Suriname naar een vierde plaats te loodsen in de Caribbean Cup van 1996, waarbij het team na verlenging bij 1-1 met 3-2 verloor van Martinique.